# サルベース
サルベースは、太田プロダクションに所属する日本のお笑いトリオ。

## メンバー
松山 弘樹（まつやま ひろき、1992年1月29日（33歳））
ボケ担当。
鹿児島県枕崎市出身、琉球大学文学部人間科学科地理歴史人類学専攻（通称・チリ人）卒業。身長175 cm、体重68 kg、血液型A型。
趣味は世界遺産、猫と遊ぶ、映画のあらすじを見る。
特技はバット引き。
大学時代に友人と公園で遊び、誤って前歯を折られるが、笑って許した優しさを持つ。

折田 智久（おりた ともひさ、1991年6月19日（34歳））
ツッコミ・ネタ作り担当。
鹿児島県日置市出身、福岡教育大学教育学部卒業。身長167 cm、体重63 kg、血液型O型。
趣味は野草食い、キャンプ、野球。
特技は野球。

ともやっぷ（1992年11月30日（32歳））
ボケ担当。
本名、米平 友也（よねひら ともや）。
鹿児島県霧島市出身、東京外国語大学外国語学部モンゴル語科卒業。身長173 cm、体重74 kg、血液型O型。
趣味はモバイルレジェンド。
特技はコーラ早飲み。
仮屋想（青色1号）、エイリアン武田、坂井宜大とルームシェアしている（通称ゴキブリハウス）。

## 来歴
3人とも太田プロエンタテイメント学院7期出身。
松山と折田は鹿児島県立加世田高等学校出身で、高校時代から学園祭で漫才を披露していた。お互い別の大学に進学し、それぞれ別のコンビを組んでいたが、大学卒業後に上京し、コンビ「ポテンヒット」として活動していた。
ともやっぷは高校時代にハイスクールマンザイの鹿児島県予選で優勝し、東京外国語大学進学後は国際基督教大学お笑いサークルのメンバーと「メタンハイドレード」を結成。『学生才能発掘バラエティ 学生HEROES!』に出演するなど有名な学生芸人だった。そのことが養成所で広まってしまったため、「オールドパー」に改名した。
「オールドパー」は養成所では1年間首位を取り続けるなど優秀だったが、卒業後は成績が振るわなかった。一方「ポテンヒット」は3年目にテレビ出演を果たすなど好調だったが、4年目に入ってから失速。「オールドパー」が解散したことを機に、2020年にともやっぷが「ポテンヒット」へ加入する形で現在のトリオとなる。
2025年のツギクル芸人グランプリでは決勝進出。

## 芸風
主にコントで、キングオブコントでは2020年、2021年、2023年、2024年大会で準々決勝進出。
漫才も演じることがあり、M-1グランプリへの出場経験がある。2023年大会では3回戦進出を果たしたが、折田の喉不調により辞退した。2024年大会では初めて準々決勝に進出した。

## 出演

### テレビ
- 爆笑問題&霜降り明星のシンパイ賞!!（テレビ朝日、2020年9月5日〈折田のみ〉）
- ＃っぽいネタ（中京テレビ放送、2022年1月3日）[9]
- 竜兵会&出川軍芸能界オールスター草野球対決2022（テレビ東京、2022年1月3日）[10]
- もしも、イケメンだけの高校があったら（テレビ朝日、2022年1月15日〈折田、ともやっぷ〉）
- アルピーテイル（テレビ朝日、2022年7月21日）

### ラジオ
- お笑いラジオアプリGERA‐GERA NEXT[11]
- 土田晃之 日曜のへそ（ニッポン放送〈松山のみ〉）